# Eishockey-Weltmeisterschaft der U18-Junioren 2014
Die 16. Eishockey-Weltmeisterschaften der U18-Junioren der Internationalen Eishockey-Föderation IIHF waren die Eishockey-Weltmeisterschaften des Jahres 2014 in der Altersklasse der Unter-Achtzehnjährigen (U18). Insgesamt nahmen zwischen dem 13. Februar und 27. April 2014 43 Nationalmannschaften an den sieben Turnieren der Top-Division sowie der Divisionen I bis III teil.
Der Weltmeister wurde zum achten Mal insgesamt die US-amerikanische Mannschaft, die Tschechien im Finale mit 5:2 bezwingen konnte. Es war die beste Platzierung einer tschechischen Auswahl bei einer U18-Weltmeisterschaft überhaupt. Den dritten Rang belegte der Vorjahres-Weltmeister Kanada. Die deutsche Mannschaft konnte durch zwei knappe Siege in der Abstiegsrunde über Dänemark den Gang in die Gruppe A der Division I verhindern und belegte den neunten Platz, während die Schweizer U18-Auswahl das Turnier auf dem siebten Rang abschloss. Österreich erreichte in der Gruppe B der Division I den zweiten Rang und stand damit am Ende auf dem 18. Rang des WM-Turniers.

## Teilnehmer, Austragungsorte und -zeiträume
- Top-Division: 17. bis 27. April 2014 in Lappeenranta und Imatra, Finnland
Teilnehmer:  Dänemark (Aufsteiger),  Deutschland,  Finnland,  Kanada (Titelverteidiger),  Russland,  Schweden,  Schweiz,  Slowakei,  Tschechien,  USA

- Division I
  - Gruppe A: 13. bis 19. April 2014 in Nizza, Frankreich
Teilnehmer:  Belarus,  Frankreich,  Italien,  Kasachstan (Aufsteiger),  Lettland (Absteiger),  Norwegen
  - Gruppe B: 13. bis 19. April 2014 in Székesfehérvár, Ungarn
Teilnehmer:  Japan,  Österreich,  Polen,  Slowenien (Absteiger),  Ukraine,  Ungarn (Aufsteiger)

- Division II
  - Gruppe A: 24. bis 30. März 2014 in Dumfries, Schottland, Großbritannien
Teilnehmer:  Großbritannien,  Kroatien,  Litauen,  Niederlande (Aufsteiger),  Rumänien,  Südkorea (Absteiger)
  - Gruppe B: 14. bis 20. April 2014 in Tallinn, Estland
Teilnehmer:  Belgien,  Volksrepublik China (Aufsteiger),  Estland (Absteiger),  Island,  Serbien,  Spanien

- Division III:
  - Gruppe A: 24. bis 30. März 2014 in Sofia, Bulgarien
Teilnehmer:  Australien (Absteiger),  Bulgarien,  Republik China (Taiwan),  Israel (Aufsteiger),  Mexiko,  Neuseeland
  - Gruppe B: 13. bis 15. Februar 2014 in İzmit, Türkei
Teilnehmer:  Hongkong (Neuling),  Südafrika,  Türkei

 Irland verzichtete als letztjähriger Teilnehmer an der Division IIIB auf eine Teilnahme an der diesjährigen Austragung.

## Top-Division
Die U18-Weltmeisterschaft wurde vom 17. bis zum 27. April 2014 in den finnischen Städten Lappeenranta und Imatra ausgetragen. Gespielt wurde in der Kisapuisto (4.847 Plätze) in Lappeenranta sowie in der Imatran jäähalli mit 1.200 Plätzen in Imatra.
Am Turnier nahmen zehn Nationalmannschaften teil, die in zwei Gruppen zu je fünf Teams spielten. Dabei setzten sich die beiden Gruppen nach den Platzierungen der Nationalmannschaften bei der Weltmeisterschaft 2013 nach folgendem Schlüssel zusammen:
| Gruppe A (Imatra) | Gruppe B (Lappeenranta) |
| Kanada (1)        | USA (2)                 |
| Russland (4)      | Finnland (3)            |
| Schweden (5)      | Schweiz (6)             |
| Deutschland (8)   | Tschechien (7)          |
| Slowakei (9)      | Dänemark (11)           |

### Modus
Bereits für die Weltmeisterschaft 2013 wurde ein neuer Spielmodus beschlossen. Nach den Gruppenspielen der Vorrunde qualifizierten sich die vier Gruppenbesten für das Viertelfinale. Die beiden Fünften der Gruppenspiele bestritten die Abstiegsrunde im Modus „Best-of-Three“ und ermittelten dabei einen Absteiger in die Division IA. Die Platzierungsspiele um Platz sieben und fünf entfielen weiterhin.

### Austragungsorte
| Lappeenranta |

| Imatra |

| Lappeenranta |

| Imatra |

### Vorrunde

#### Gruppe A
| 17. April 2014 16:00 Uhr (Ortszeit) | Slowakei P. Maier (19:08) K. Pospíšil (36:02) | 2:3 n. V. (1:1, 1:1, 0:0, 0:1) Spielbericht | Russland J. Swetschnikow (15:44) K. Pilipenko (37:20) K. Pilipenko (60:22) | Imatran jäähalli, Imatra Zuschauer: 786 |

| 17. April 2014 19:30 Uhr | Schweden G. Forsling (30:57) | 1:3 (0:1, 1:1, 0:1) Spielbericht | Kanada J. Virtanen (6:45) J. Virtanen (21:03) M. Barzal (43:07) | Imatran jäähalli, Imatra Zuschauer: 967 |

| 18. April 2014 16:00 Uhr | Deutschland M. Wiederer (0:32) | 1:4 (1:1, 0:1, 0:2) Spielbericht | Slowakei J. Milý (17:50) R. Bondra (34:22) K. Ferleťák (44:38) M. Paločko (59:50) | Imatran jäähalli, Imatra Zuschauer: 968 |

| 19. April 2014 16:00 Uhr | Kanada D. Audette (6:37) C. Bleackley (34:29) R. Gropp (54:24) T. Konecny (56:18) J. McCann (59:25) | 5:2 (1:0, 1:2, 3:0) Spielbericht | Deutschland A. Eder (33:09) M. Kammerer (37:49) | Imatran jäähalli, Imatra Zuschauer: 1.200 |

| 19. April 2014 19:30 Uhr | Russland D. Wowtschenko (42:48) A. Slepzow (49:02) W. Kamenew (52:05) | 3:4 n. P. (0:2, 0:1, 3:0, 0:0, 0:1) Spielbericht | Schweden O. Lindblom (11:19) G. Forsling (14:46) O. Lindblom (27:25) A. Kempe (PS) | Imatran jäähalli, Imatra Zuschauer: 1.200 |

| 20. April 2014 16:00 Uhr | Slowakei J. Milý (12:24) | 1:2 (1:0, 0:1, 0:1) Spielbericht | Kanada B. Perlini (39:53) B. Perlini (53:23) | Imatran jäähalli, Imatra Zuschauer: 1.083 |

| 21. April 2014 16:00 Uhr | Russland J. Swetschnikow (8:14) A. Protapowitsch (9:22) K. Pilipenko (15:59) I. Nikolischin (45:44) J. Swetschnikow (48:32) | 5:2 (3:2, 0:0, 2:0) Spielbericht | Deutschland S. Loibl (13:29) M. Kammerer (14:17) | Imatran jäähalli, Imatra Zuschauer: 1.183 |

| 21. April 2014 19:30 Uhr | Schweden G. Forsling (8:14) W. Nylander (25:44) W. Nylander (28:57) A. Holmström (36:12) H. Törnqvist (41:13) W. Nylander (54:29) | 6:2 (1:0, 3:1, 2:1) Spielbericht | Slowakei C. Jaroš (26:57) J. Milý (45:27) | Imatran jäähalli, Imatra Zuschauer: 1.200 |

| 22. April 2014 16:00 Uhr | Kanada T. Konecny (21:49) M. Barzal (47:40) | 2:3 n. P. (0:0, 1:0, 1:2, 0:0, 0:1) Spielbericht | Russland I. Nikolischin (40:27) W. Kamenew (59:25) K. Pilipenko (PS) | Imatran jäähalli, Imatra Zuschauer: 1.200 |

| 22. April 2014 19:30 Uhr | Deutschland M. Wiederer (31:01) M. Kammerer (41:30) M. Wiederer (44:33) | 3:9 (0:3, 1:4, 2:2) Spielbericht | Schweden A. Holmström (7:06) S. Aho (11:21) O. Lindblom (14:52) W. Lagesson (25:05) H. Törnqvist (25:14) S. Aho (32:58) R. Andersson (33:53) G. Forsling (45:23) W. Nylander (50:30) | Imatran jäähalli, Imatra Zuschauer: 1.200 |

| Pl. |             | Sp | S | OTS | OTN | N | Tore  | Punkte |
| 1.  | Kanada      | 4  | 3 | 0   | 0   | 1 | 12:07 | 10     |
| 2.  | Schweden    | 4  | 2 | 1   | 0   | 1 | 20:11 | 08     |
| 3.  | Russland    | 4  | 1 | 2   | 1   | 0 | 14:10 | 08     |
| 4.  | Slowakei    | 4  | 1 | 0   | 1   | 2 | 09:12 | 04     |
| 5.  | Deutschland | 4  | 0 | 0   | 0   | 4 | 08:23 | 0      |

Abkürzungen: Pl. = Platz, Sp = Spiele, S = Siege, OTS = Siege nach Verlängerung (Overtime) oder Penaltyschießen, OTN = Niederlagen nach Verlängerung oder Penaltyschießen, N = Niederlagen

Erläuterungen: Viertelfinalqualifikant, Abstiegsrundenqualifikant

#### Gruppe B
| 17. April 2014 15:00 Uhr (Ortszeit) | Schweiz D. Riat (11:55) K. Fiala (40:46) D. Malgin (56:30) D. Malgin (59:49) | 4:2 (1:2, 0:0, 3:0) Spielbericht | USA J. Dougherty (5:13) K. Connor (15:42) | Kisapuisto, Lappeenranta Zuschauer: 726 |

| 17. April 2014 18:30 Uhr | Dänemark J. Korsgaard (21:36) | 1:6 (0:3, 1:2, 0:1) Spielbericht | Finnland S. Aho (4:21) M. Rantanen (7:24) M. Rantanen (8:26) S. Moberg (24:32) M. Rantanen (29:23) K. Kapanen (51:35) | Kisapuisto, Lappeenranta Zuschauer: 1.942 |

| 18. April 2014 18:30 Uhr | Tschechien J. Vrána (6:51) M. Špaček (10:44) P. Zacha (13:00) L. Vopelka (15:11) F. Pyrochta (22:14) A. Rašner (31:34) V. Karabáček (35:15) J. Vrána (46:45) V. Karabáček (50:10) | 9:2 (4:0, 3:0, 2:2) Spielbericht | Dänemark A. True (42:34) J. Korsgaard (59:28) | Kisapuisto, Lappeenranta Zuschauer: 204 |

| 19. April 2014 15:00 Uhr | USA A. Matthews (8:17) S. Milano (20:58) K. Connor (24:27) | 3:0 (1:0, 2:0, 0:0) Spielbericht | Tschechien | Kisapuisto, Lappeenranta Zuschauer: 2.523 |

| 19. April 2014 18:30 Uhr | Finnland J. Lammikko (4:48) S. Aho (49:04) | 2:1 (1:1, 0:0, 1:0) Spielbericht | Schweiz D. Malgin (10:01) | Kisapuisto, Lappeenranta Zuschauer: 4.133 |

| 20. April 2014 18:30 Uhr | Dänemark | 0:7 (0:1, 0:2, 0:4) Spielbericht | USA S. Milano (10:24) J. Fiegl (31:47) J. Eichel (36:34) J. Glover (42:21) R. Hitchcock (45:38) J. Eichel (52:49) K. Connor (53:05) | Kisapuisto, Lappeenranta Zuschauer: 384 |

| 21. April 2014 15:00 Uhr | Finnland A. Kalapudas (23:59) J. Lammikko (48:20) S. Niku (58:48) | 3:4 n. P. (0:0, 1:2, 2:1, 0:0, 0:1) Spielbericht | Tschechien J. Vrána (32:14) J. Smejkal (32:51) V. Karabáček (56:39) J. Vrána (PS) | Kisapuisto, Lappeenranta Zuschauer: 3.575 |

| 21. April 2014 18:30 Uhr | Schweiz R. Karrer (30:34) K. Fiala (34:23) N. Rod (57:50) | 3:2 (0:0, 2:1, 1:1) Spielbericht | Dänemark T. Olsen (37:41) C. Mieritz (55:46) | Kisapuisto, Lappeenranta Zuschauer: 593 |

| 22. April 2014 15:00 Uhr | Tschechien J. Vrána (26:16) P. Zacha (41:37) P. Zacha (45:33) J. Smejkal (59:57) | 4:2 (0:0, 1:0, 3:2) Spielbericht | Schweiz N. Rod (44:28) K. Fiala (52:12) | Kisapuisto, Lappeenranta Zuschauer: 587 |

| 22. April 2014 18:30 Uhr | USA N. Hanifin (19:56) A. Bjork (20:19) K. Connor (39:59) J. Eichel (58:56) | 4:3 (1:1, 2:2, 1:0) Spielbericht | Finnland M. Keskitalo (9:54) A. Saarela (25:42) J. Kiviranta (33:53) | Kisapuisto, Lappeenranta Zuschauer: 4.047 |

| Pl. |            | Sp | S | OTS | OTN | N | Tore  | Punkte |
| 1.  | USA        | 4  | 3 | 0   | 0   | 1 | 16:07 | 9      |
| 2.  | Tschechien | 4  | 2 | 1   | 0   | 1 | 17:10 | 8      |
| 3.  | Finnland   | 4  | 2 | 0   | 1   | 1 | 14:10 | 7      |
| 4.  | Schweiz    | 4  | 2 | 0   | 0   | 2 | 10:10 | 6      |
| 5.  | Dänemark   | 4  | 0 | 0   | 0   | 4 | 05:25 | 0      |

Abkürzungen: Pl. = Platz, Sp = Spiele, S = Siege, OTS = Siege nach Verlängerung (Overtime) oder Penaltyschießen, OTN = Niederlagen nach Verlängerung oder Penaltyschießen, N = Niederlagen

Erläuterungen: Viertelfinalqualifikant, Abstiegsrundenqualifikant

### Abstiegsrunde
Die Relegationsrunde wurde im Modus Best-of-Three ausgetragen. Hierbei trafen der Fünftplatzierte der Gruppe A und der Fünfte der Gruppe B aufeinander. Die Mannschaft, die von maximal drei Spielen zuerst zwei für sich entscheiden konnte, verblieb in der WM-Gruppe, der Verlierer stieg in die Division IA ab.
| 24. April 2014 11:00 Uhr (Ortszeit) | Deutschland D. Kolb (12:21) A. Eder (37:43) S. Loibl (51:20) | 3:2 (1:1, 1:1, 1:0) Spielbericht Stand: 1:0 | Dänemark M. Eskildsen (12:04) M. Jensen (31:19) | Imatran jäähalli, Imatra Zuschauer: 988 |

| 25. April 2014 16:00 Uhr | Dänemark C. Mieritz (4:41) A. Krogsgaard (12:57) | 2:3 n. V. (2:0, 0:0, 0:2, 0:1) Spielbericht Stand: 0:2 | Deutschland A. Eder (49:56) L. Koziol (55:40) J. Mayenschein (63:55) | Imatran jäähalli, Imatra Zuschauer: 746 |

### Finalrunde
|  | Viertelfinale | Viertelfinale | Viertelfinale |  |  | Halbfinale | Halbfinale | Halbfinale |  |  | Finale           | Finale           | Finale           |
|  |               |               |               |  |  |            |            |            |  |  |                  |                  |                  |
|  | B1            | USA           | 6             |  |  |            |            |            |  |  |                  |                  |                  |
|  | A4            | Slowakei      | 2             |  |  |            |            |            |  |  |                  |                  |                  |
|  |               |               |               |  |  | B1         | USA        | 4          |  |  |                  |                  |                  |
|  |               |               |               |  |  | A2         | Schweden   | 1          |  |  |                  |                  |                  |
|  | A2            | Schweden      | 10            |  |  |            |            |            |  |  |                  |                  |                  |
|  | B3            | Finnland      | 0             |  |  |            |            |            |  |  |                  |                  |                  |
|  |               |               |               |  |  |            |            |            |  |  | B1               | USA              | 5                |
|  |               |               |               |  |  |            |            |            |  |  | B2               | Tschechien       | 2                |
|  | A1            | Kanada        | 3             |  |  |            |            |            |  |  |                  |                  |                  |
|  | B4            | Schweiz       | 2             |  |  |            |            |            |  |  |                  |                  |                  |
|  |               |               |               |  |  | A1         | Kanada     | 3          |  |  |                  |                  |                  |
|  |               |               |               |  |  | B2         | Tschechien | 4          |  |  | Spiel um Platz 3 | Spiel um Platz 3 | Spiel um Platz 3 |
|  | B2            | Tschechien    | 3             |  |  |            |            |            |  |  | A1               | Kanada           | 3                |
|  | A3            | Russland      | 2             |  |  |            |            |            |  |  | A2               | Schweden         | 1                |

#### Viertelfinale
| 24. April 2014 13:00 Uhr (Ortszeit) | USA J. Eichel (0:54) J. MacLeod (3:28) A. Bjork (17:08) A. Matthews (24:00) J. MacLeod (48:30) N. Stevens (52:37) | 6:2 (3:0, 1:0, 2:2) Spielbericht | Slowakei K. Ferleťák (46:17) M. Halama (55:30) | Kisapuisto, Lappeenranta Zuschauer: 503 |

| 24. April 2014 15:00 Uhr | Tschechien J. Vrána (18:53) D. Kaše (41:17) J. Vrána (65:55) | 3:2 n. V. (1:0, 0:1, 1:1, 1:0) Spielbericht | Russland J. Korschkow (32:35) K. Pilipenko (49:02) | Imatran jäähalli, Imatra Zuschauer: 1.116 |

| 24. April 2014 17:00 Uhr | Schweden W. Nylander (0:52) K. Rosdahl (7:36) W. Lagesson (10:43) W. Lagesson (20:54) M. Pettersson (22:16) R. Andersson (41:43) K. Elgestål (45:43) W. Nylander (45:49) A. Holmström (52:22) A. Holmström (54:25) | 10:0 (3:0, 2:0, 5:0) Spielbericht | Finnland | Kisapuisto, Lappeenranta Zuschauer: 3.075 |

| 24. April 2014 19:00 Uhr | Kanada J. Virtanen (17:28) J. Quenneville (31:58) T. Konecny (59:30) | 3:2 (1:1, 1:0, 1:1) Spielbericht | Schweiz D. Diem (7:50) K. Fiala (55:43) | Imatran jäähalli, Imatra Zuschauer: 1.116 |

#### Halbfinale
| 26. April 2014 15:00 Uhr | USA A. Matthews (3:11) R. Hitchcock (27:47) D. Larkin (48:38) J. Eichel (59:14) | 4:1 (1:1, 1:0, 2:0) Spielbericht | Schweden G. Franzén (2:39) | Kisapuisto, Lappeenranta Zuschauer: 2.038 |

| 26. April 2014 19:00 Uhr | Kanada M. Barzal (34:51) J. Hicketts (45:02) D. Audette (52:21) | 3:4 n. V. (0:1, 1:2, 2:0, 0:1) Spielbericht | Tschechien M. Špaček (1:15) J. Vrána (27:37) J. Smejkal (32:57) D. Kaše (66:17) | Kisapuisto, Lappeenranta Zuschauer: 1.603 |

#### Spiel um Platz 3
| 27. April 2014 15:00 Uhr | Kanada B. Perlini (17:02) L. Crouse (31:57) T. Konecny (55:22) | 3:1 (1:1, 1:0, 1:0) Spielbericht | Schweden H. Törnqvist (10:07) | Kisapuisto, Lappeenranta Zuschauer: 3.251 |

#### Finale
| 27. April 2014 19:00 Uhr | USA J. Dougherty (0:33) A. Matthews (6:55) S. Milano (7:41) D. Larkin (21:13) A. Matthews (26:57) | 5:2 (3:1, 2:1, 0:0) Spielbericht | Tschechien J. Smejkal (19:26) D. Kaše (33:20) | Kisapuisto, Lappeenranta Zuschauer: 3.338 |

### Statistik

#### Beste Scorer
Abkürzungen: Sp = Spiele, T = Tore, V = Assists, Pkt = Punkte, +/− = Plus/Minus, SM = Strafminuten; Fett: Turnierbestwert
| Spieler              | Mannschaft | Sp | T | V  | Pkt | +/− | SM |
| -------------------- | ---------- | -- | - | -- | --- | --- | -- |
| William Nylander     | Schweden   | 7  | 6 | 10 | 16  | +8  | 0  |
| Axel Holmström       | Schweden   | 7  | 3 | 8  | 11  | +8  | 4  |
| Jakub Vrána          | Tschechien | 7  | 8 | 2  | 10  | +3  | 4  |
| Jack Eichel          | USA        | 7  | 5 | 5  | 10  | +6  | 2  |
| Sonny Milano         | USA        | 7  | 3 | 7  | 10  | +6  | 4  |
| Kevin Fiala          | Schweiz    | 5  | 4 | 5  | 9   | +4  | 8  |
| Kirill Pilipenko     | Russland   | 5  | 5 | 2  | 7   | ±0  | 0  |
| Auston Matthews      | USA        | 7  | 5 | 2  | 7   | +7  | 4  |
| Kyle Connor          | USA        | 7  | 4 | 3  | 7   | +8  | 0  |
| Denis Malgin         | Schweiz    | 5  | 3 | 4  | 7   | +4  | 2  |
| Jewgeni Swetschnikow | Russland   | 5  | 3 | 4  | 7   | +2  | 4  |

#### Beste Torhüter
Abkürzungen: Sp = Spiele, Min = Eiszeit (in Minuten), GT = Gegentore, SO = Shutouts, Sv% = gehaltene Schüsse (in %), GTS = Gegentorschnitt; Fett: Turnierbestwert
| Spieler           | Mannschaft | Sp | Min    | GT | SO | Sv%   | GTS  |
| ----------------- | ---------- | -- | ------ | -- | -- | ----- | ---- |
| Mason McDonald    | Kanada     | 6  | 371:17 | 12 | 0  | 92,98 | 1,94 |
| Gauthier Descloux | Schweiz    | 4  | 238:28 | 9  | 0  | 91,09 | 2,26 |
| Adam Húska        | Slowakei   | 3  | 159:52 | 8  | 0  | 90,48 | 3,00 |
| Alex Nedeljkovic  | Tschechien | 6  | 359:05 | 11 | 1  | 90,18 | 1,84 |
| Maxim Tretjak     | Russland   | 4  | 183:55 | 8  | 0  | 90,00 | 2,61 |

### Abschlussplatzierungen
| Pl. | Team        |
| --- | ----------- |
| 1   | USA         |
| 2   | Tschechien  |
| 3   | Kanada      |
| 4   | Schweden    |
| 5   | Russland    |
| 6   | Finnland    |
| 7   | Schweiz     |
| 8   | Slowakei    |
| 9   | Deutschland |
| 10  | Dänemark    |

### Titel, Auf- und Abstieg
| Weltmeister USA | Louie Belpedio, Anders Bjork, Ryan Collins, Kyle Connor, Jack Dougherty, Jack Eichel, Jared Fiegl, Brandon Fortunato, Shane Gersich, Jack Glover, Noah Hanifin, Ryan Hitchcock, Dylan Larkin, Johnathan MacLeod, Auston Matthews, Sonny Milano, Edwin Minney, Alex Nedeljkovic, Dylan Pavelek, Nolan Stevens, Alex Tuch, Joe Wegwerth, Blake Weyrick Trainerstab: Danton Cole, John Gruden |

| Silber Tschechien | Jiří Černoch, Filip Chlapík, Tomáš Havlín, Václav Karabáček, David Kaše, Filip Kuťák, Dominik Mašín, Ondřej Mikliš, Jan Ordoš, David Pastrňák, Filip Pyrochta, Alex Rašner, Jan Ščotka, Jiří Smejkal, Michael Špaček, Vítek Vaněček, Karel Vejmelka, Radek Veselý, Daniel Vladař, Lukáš Vopelka, Jakub Vrána, Pavel Zacha, Jakub Zbořil Trainer: Jakub Petr, Petr Svoboda |

| Bronze Kanada | Daniel Audette, Mathew Barzal, Julio Billia, Clark Bishop, Conner Bleackley, Alexandre Carrier, Lawson Crouse, Haydn Fleury, Ryan Gropp, Jayce Hawryluk, Joe Hicketts, Travis Konecny, Jared McCann, Mason McDonald, Roland McKeown, Brent Moran, Brendan Perlini, Ryan Pilon, Brayden Point, John Quenneville, Travis Sanheim, Ben Thomas, Jake Virtanen Trainerstab: Kevin Dineen, Gordon Murphy, Trevor Letowski |

| Absteiger in die Division IA:   | Dänemark |
| Aufsteiger in die Top-Division: | Lettland |

### Auszeichnungen
Spielertrophäen
| Auszeichnung       | Spieler          | Team     |
| ------------------ | ---------------- | -------- |
| Bester Torhüter    | Mason McDonald   | Kanada   |
| Bester Verteidiger | Haydn Fleury     | Kanada   |
| Bester Stürmer     | William Nylander | Schweden |

## Division I

### Gruppe A in Nizza, Frankreich
Das Turnier der Gruppe A wurde vom 13. bis 19. April 2014 in der französischen Küstenstadt Nizza ausgetragen. Die Spiele fanden im 1.200 Zuschauer fassenden Palais des sports Jean-Bouin statt. Insgesamt besuchten 7.451 Zuschauer die 15 Turnierspiele.
| 13. April 2014 12:30 Uhr (Ortszeit) | Kasachstan | 2:5 (1:1, 1:0, 0:4) Spielbericht | Lettland | Palais des sports Jean-Bouin, Nizza Zuschauer: 120 |

| 13. April 2014 16:00 Uhr | Belarus | 4:5 n. P. (1:2, 1:2, 2:0, 0:0, 0:1) Spielbericht | Norwegen | Palais des sports Jean-Bouin, Nizza Zuschauer: 272 |

| 13. April 2014 19:30 Uhr | Frankreich | 5:3 (2:2, 2:1, 1:0) Spielbericht | Italien | Palais des sports Jean-Bouin, Nizza Zuschauer: 1.055 |

| 14. April 2014 12:30 Uhr | Lettland | 3:2 (1:1, 1:0, 1:1) Spielbericht | Belarus | Palais des sports Jean-Bouin, Nizza Zuschauer: 482 |

| 14. April 2014 16:00 Uhr | Italien | 1:5 (0:1, 0:3, 1:1) Spielbericht | Kasachstan | Palais des sports Jean-Bouin, Nizza Zuschauer: 75 |

| 14. April 2014 19:30 Uhr | Norwegen | 6:1 (1:1, 2:0, 3:0) Spielbericht | Frankreich | Palais des sports Jean-Bouin, Nizza Zuschauer: 916 |

| 16. April 2014 12:30 Uhr | Norwegen | 9:0 (3:0, 2:0, 4:0) Spielbericht | Italien | Palais des sports Jean-Bouin, Nizza Zuschauer: 83 |

| 16. April 2014 16:00 Uhr | Kasachstan | 1:2 n. P. (0:1, 0:0, 1:0, 0:0, 0:1) Spielbericht | Belarus | Palais des sports Jean-Bouin, Nizza Zuschauer: 118 |

| 16. April 2014 19:30 Uhr | Lettland | 5:1 (2:1, 3:0, 0:0) Spielbericht | Frankreich | Palais des sports Jean-Bouin, Nizza Zuschauer: 857 |

| 17. April 2014 12:30 Uhr | Norwegen | 2:5 (1:0, 0:2, 1:3) Spielbericht | Kasachstan | Palais des sports Jean-Bouin, Nizza Zuschauer: 1.022 |

| 17. April 2014 16:00 Uhr | Italien | 2:5 (0:0, 1:2, 1:3) Spielbericht | Lettland | Palais des sports Jean-Bouin, Nizza Zuschauer: 64 |

| 17. April 2014 19:30 Uhr | Belarus | 4:1 (0:0, 0:1, 4:0) Spielbericht | Frankreich | Palais des sports Jean-Bouin, Nizza Zuschauer: 603 |

| 19. April 2014 12:30 Uhr | Italien | 2:3 (0:1, 1:1, 1:1) Spielbericht | Belarus | Palais des sports Jean-Bouin, Nizza Zuschauer: 78 |

| 19. April 2014 16:00 Uhr | Lettland | 2:4 (1:0, 1:1, 1:3) Spielbericht | Norwegen | Palais des sports Jean-Bouin, Nizza Zuschauer: 595 |

| 19. April 2014 19:30 Uhr | Frankreich | 1:4 (1:0, 0:1, 0:3) Spielbericht | Kasachstan | Palais des sports Jean-Bouin, Nizza Zuschauer: 1.111 |

| Pl. |            | Sp | S | OTS | OTN | N | Tore  | Punkte |
| 1.  | Lettland   | 5  | 4 | 0   | 0   | 1 | 20:11 | 12     |
| 2.  | Norwegen   | 5  | 3 | 1   | 0   | 1 | 26:12 | 11     |
| 3.  | Kasachstan | 5  | 3 | 0   | 1   | 1 | 17:11 | 10     |
| 4.  | Belarus    | 5  | 2 | 1   | 1   | 1 | 15:12 | 09     |
| 5.  | Frankreich | 5  | 1 | 0   | 0   | 4 | 09:22 | 03     |
| 6.  | Italien    | 5  | 0 | 0   | 0   | 5 | 08:27 | 0      |

Abkürzungen: Pl. = Platz, Sp = Spiele, S = Siege, OTS = Siege nach Verlängerung (Overtime) oder Penaltyschießen, OTN = Niederlagen nach Verlängerung oder Penaltyschießen, N = Niederlagen

Erläuterungen: Aufsteiger in die Top-Division, Absteiger in die Division IB

### Gruppe B in Székesfehérvár, Ungarn
Das Turnier der Gruppe B wurde vom 13. bis 19. April 2014 im ungarischen Székesfehérvár ausgetragen. Die Spiele fanden in der 3.500 Zuschauer fassenden Ifjabb Ocskay Gábor Jégcsarnok statt. Insgesamt besuchten 9.975 Zuschauer die 15 Turnierspiele.
| 13. April 2014 13:00 Uhr (Ortszeit) | Polen | 2:8 (1:3, 1:3, 0:2) Spielbericht | Japan | Ifjabb Ocskay Gábor Jégcsarnok, Székesfehérvár Zuschauer: 145 |

| 13. April 2014 16:30 Uhr | Ungarn | 6:1 (2:1, 1:0, 3:0) Spielbericht | Slowenien | Ifjabb Ocskay Gábor Jégcsarnok, Székesfehérvár Zuschauer: 1.050 |

| 13. April 2014 20:00 Uhr | Ukraine | 2:3 (1:1, 1:2, 0:0) Spielbericht | Österreich | Ifjabb Ocskay Gábor Jégcsarnok, Székesfehérvár Zuschauer: 156 |

| 14. April 2014 13:00 Uhr | Slowenien | 4:3 (2:1, 1:2, 1:0) Spielbericht | Polen | Ifjabb Ocskay Gábor Jégcsarnok, Székesfehérvár Zuschauer: 197 |

| 14. April 2014 16:30 Uhr | Österreich | 2:6 (2:1, 0:2, 0:3) Spielbericht | Ungarn | Ifjabb Ocskay Gábor Jégcsarnok, Székesfehérvár Zuschauer: 1.500 |

| 14. April 2014 20:00 Uhr | Japan | 4:2 (1:0, 1:0, 2:2) Spielbericht | Ukraine | Ifjabb Ocskay Gábor Jégcsarnok, Székesfehérvár Zuschauer: 120 |

| 16. April 2014 13:00 Uhr | Slowenien | 5:2 (3:0, 1:1, 1:1) Spielbericht | Ukraine | Ifjabb Ocskay Gábor Jégcsarnok, Székesfehérvár Zuschauer: 90 |

| 16. April 2014 16:30 Uhr | Ungarn | 11:0 (3:0, 4:0, 4:0) Spielbericht | Polen | Ifjabb Ocskay Gábor Jégcsarnok, Székesfehérvár Zuschauer: 1.650 |

| 16. April 2014 20:00 Uhr | Japan | 1:4 (0:1, 1:3, 0:0) Spielbericht | Österreich | Ifjabb Ocskay Gábor Jégcsarnok, Székesfehérvár Zuschauer: 126 |

| 17. April 2014 13:00 Uhr | Polen | 0:6 (0:0, 0:4, 0:2) Spielbericht | Ukraine | Ifjabb Ocskay Gábor Jégcsarnok, Székesfehérvár Zuschauer: 90 |

| 17. April 2014 16:30 Uhr | Japan | 4:8 (2:2, 0:3, 2:3) Spielbericht | Ungarn | Ifjabb Ocskay Gábor Jégcsarnok, Székesfehérvár Zuschauer: 2.100 |

| 17. April 2014 20:00 Uhr | Österreich | 0:1 (0:0, 0:1, 0:0) Spielbericht | Slowenien | Ifjabb Ocskay Gábor Jégcsarnok, Székesfehérvár Zuschauer: 116 |

| 19. April 2014 13:00 Uhr | Slowenien | 4:5 (1:1, 3:2, 0:2) Spielbericht | Japan | Ifjabb Ocskay Gábor Jégcsarnok, Székesfehérvár Zuschauer: 370 |

| 19. April 2014 16:30 Uhr | Ukraine | 3:4 (2:2, 1:1, 0:1) Spielbericht | Ungarn | Ifjabb Ocskay Gábor Jégcsarnok, Székesfehérvár Zuschauer: 2.150 |

| 19. April 2014 20:00 Uhr | Österreich | 6:0 (2:0, 1:0, 3:0) Spielbericht | Polen | Ifjabb Ocskay Gábor Jégcsarnok, Székesfehérvár Zuschauer: 115 |

| Pl. |            | Sp | S | OTS | OTN | N | Tore  | Punkte |
| 1.  | Ungarn     | 5  | 5 | 0   | 0   | 0 | 35:10 | 15     |
| 2.  | Österreich | 5  | 3 | 0   | 0   | 2 | 15:10 | 09     |
| 3.  | Slowenien  | 5  | 3 | 0   | 0   | 2 | 15:16 | 09     |
| 4.  | Japan      | 5  | 3 | 0   | 0   | 2 | 22:20 | 09     |
| 5.  | Ukraine    | 5  | 1 | 0   | 0   | 4 | 15:16 | 03     |
| 6.  | Polen      | 5  | 0 | 0   | 0   | 5 | 05:35 | 0      |

Abkürzungen: Pl. = Platz, Sp = Spiele, S = Siege, OTS = Siege nach Verlängerung (Overtime) oder Penaltyschießen, OTN = Niederlagen nach Verlängerung oder Penaltyschießen, N = Niederlagen

Erläuterungen: Aufsteiger in die Division IA, Absteiger in die Division IIA

### Auf- und Abstieg
| Absteiger in die Division IA:   | Dänemark |
| Aufsteiger in die Top-Division: | Lettland |
| Absteiger in die Division IB:   | Italien  |
| Aufsteiger in die Division IA:  | Ungarn   |
| Absteiger in die Division IIA:  | Polen    |
| Aufsteiger in die Division IB:  | Litauen  |

## Division II

### Gruppe A in Dumfries, Schottland, Großbritannien
Das Turnier der Gruppe A wurde vom 24. bis 30. März 2014 im britischen Dumfries ausgetragen. Die Spiele fanden in der 1.000 Zuschauer fassenden Dumfries Ice Bowl statt.
| 24. März 2014 13:00 Uhr (Ortszeit) | Rumänien | 5:6 n. P. (2:3, 1:1, 2:1, 0:0, 0:1) Spielbericht | Südkorea | Ice Bowl, Dumfries Zuschauer: 280 |

| 24. März 2014 16:30 Uhr | Kroatien | 0:4 (0:0, 0:3, 0:1) Spielbericht | Litauen | Ice Bowl, Dumfries Zuschauer: 135 |

| 24. März 2014 20:00 Uhr | Niederlande | 6:4 (2:2, 0:1, 4:1) Spielbericht | Großbritannien | Ice Bowl, Dumfries Zuschauer: 450 |

| 25. März 2014 13:00 Uhr | Kroatien | 5:4 (3:0, 1:1, 1:3) Spielbericht | Rumänien | Ice Bowl, Dumfries Zuschauer: 310 |

| 25. März 2014 16:30 Uhr | Litauen | 3:1 (2:1, 1:0, 0:0) Spielbericht | Niederlande | Ice Bowl, Dumfries Zuschauer: 175 |

| 25. März 2014 20:00 Uhr | Südkorea | 6:5 (0:1, 4:2, 2:2) Spielbericht | Großbritannien | Ice Bowl, Dumfries Zuschauer: 370 |

| 27. März 2014 13:00 Uhr | Kroatien | 4:1 (2:0, 0:0, 2:1) Spielbericht | Niederlande | Ice Bowl, Dumfries Zuschauer: 360 |

| 27. März 2014 16:30 Uhr | Südkorea | 6:5 n. P. (2:2, 3:2, 0:1, 0:0, 1:0) Spielbericht | Litauen | Ice Bowl, Dumfries Zuschauer: 120 |

| 27. März 2014 20:00 Uhr | Rumänien | 1:2 (0:1, 0:0, 1:1) Spielbericht | Großbritannien | Ice Bowl, Dumfries Zuschauer: 408 |

| 29. März 2014 13:00 Uhr | Niederlande | 4:2 (1:0, 3:0, 0:2) Spielbericht | Südkorea | Ice Bowl, Dumfries Zuschauer: 120 |

| 29. März 2014 16:30 Uhr | Litauen | 6:1 (2:0, 0:0, 4:1) Spielbericht | Rumänien | Ice Bowl, Dumfries Zuschauer: 105 |

| 29. März 2014 20:00 Uhr | Großbritannien | 1:7 (0:2, 0:4, 1:1) Spielbericht | Kroatien | Ice Bowl, Dumfries Zuschauer: 437 |

| 30. März 2014 13:00 Uhr | Rumänien | 4:0 (1:0, 0:0, 3:0) Spielbericht | Niederlande | Ice Bowl, Dumfries Zuschauer: 111 |

| 30. März 2014 16:30 Uhr | Südkorea | 4:2 (1:1, 1:1, 2:0) Spielbericht | Kroatien | Ice Bowl, Dumfries Zuschauer: 106 |

| 30. März 2014 20:00 Uhr | Großbritannien | 4:5 n. P. (0:2, 3:2, 1:0, 0:0, 0:1) Spielbericht | Litauen | Ice Bowl, Dumfries Zuschauer: 543 |

| Pl. |                | Sp | S | OTS | OTN | N | Tore  | Punkte |
| 1.  | Litauen        | 5  | 3 | 1   | 1   | 0 | 23:12 | 12     |
| 2.  | Südkorea       | 5  | 2 | 2   | 0   | 1 | 24:21 | 10     |
| 3.  | Kroatien       | 5  | 3 | 0   | 0   | 2 | 18:14 | 09     |
| 4.  | Niederlande    | 5  | 2 | 0   | 0   | 3 | 12:17 | 06     |
| 5.  | Großbritannien | 5  | 1 | 0   | 1   | 3 | 16:25 | 04     |
| 6.  | Rumänien       | 5  | 1 | 0   | 1   | 3 | 15:19 | 04     |

Abkürzungen: Pl. = Platz, Sp = Spiele, S = Siege, OTS = Siege nach Verlängerung (Overtime) oder Penaltyschießen, OTN = Niederlagen nach Verlängerung oder Penaltyschießen, N = Niederlagen

Erläuterungen: Aufsteiger in die Division IB, Absteiger in die Division IIB

### Gruppe B in Tallinn, Estland
Das Turnier der Gruppe B wurde vom 14. bis 20. April 2014 in der estnischen Hauptstadt Tallinn ausgetragen. Die Spiele fanden in der 750 Zuschauer fassenden Škoda Jäähall statt. Insgesamt besuchten 2.561 Zuschauer die 15 Turnierspiele.
| 14. April 2014 13:00 Uhr (Ortszeit) | Volksrepublik China | 3:4 n. P. (1:1, 0:0, 2:2, 0:0, 0:1) Spielbericht | Belgien | Škoda Jäähall, Tallinn Zuschauer: 55 |

| 14. April 2014 16:30 Uhr | Spanien | 10:1 (2:1, 6:0, 2:0) Spielbericht | Island | Škoda Jäähall, Tallinn Zuschauer: 72 |

| 14. April 2014 20:00 Uhr | Estland | 3:4 (1:1, 1:3, 1:0) Spielbericht | Serbien | Škoda Jäähall, Tallinn Zuschauer: 185 |

| 15. April 2014 13:00 Uhr | Island | 3:10 (0:6, 1:1, 2:3) Spielbericht | Volksrepublik China | Škoda Jäähall, Tallinn Zuschauer: 50 |

| 15. April 2014 16:30 Uhr | Spanien | 4:1 (1:0, 2:1, 1:0) Spielbericht | Serbien | Škoda Jäähall, Tallinn Zuschauer: 235 |

| 15. April 2014 20:00 Uhr | Estland | 11:4 (2:0, 5:2, 4:2) Spielbericht | Belgien | Škoda Jäähall, Tallinn Zuschauer: 275 |

| 17. April 2014 13:00 Uhr | Spanien | 6:1 (1:0, 2:0, 3:1) Spielbericht | Volksrepublik China | Škoda Jäähall, Tallinn Zuschauer: 57 |

| 17. April 2014 16:30 Uhr | Serbien | 11:2 (2:1, 6:1, 3:0) Spielbericht | Belgien | Škoda Jäähall, Tallinn Zuschauer: 75 |

| 17. April 2014 20:00 Uhr | Estland | 6:2 (2:1, 1:0, 3:1) Spielbericht | Island | Škoda Jäähall, Tallinn Zuschauer: 257 |

| 19. April 2014 13:00 Uhr | Belgien | 2:4 (1:1, 0:1, 1:2) Spielbericht | Spanien | Škoda Jäähall, Tallinn Zuschauer: 75 |

| 19. April 2014 16:30 Uhr | Island | 0:11 (0:2, 0:4, 0:5) Spielbericht | Serbien | Škoda Jäähall, Tallinn Zuschauer: 81 |

| 19. April 2014 20:00 Uhr | Volksrepublik China | 2:4 (1:0, 0:1, 1:3) Spielbericht | Estland | Škoda Jäähall, Tallinn Zuschauer: 350 |

| 20. April 2014 13:00 Uhr | Belgien | 5:2 (0:0, 1:2, 4:0) Spielbericht | Island | Škoda Jäähall, Tallinn Zuschauer: 120 |

| 20. April 2014 16:30 Uhr | Serbien | 4:0 (2:0, 1:0, 1:0) Spielbericht | Volksrepublik China | Škoda Jäähall, Tallinn Zuschauer: 147 |

| 20. April 2014 20:00 Uhr | Estland | 6:1 (1:0, 4:1, 1:0) Spielbericht | Spanien | Škoda Jäähall, Tallinn Zuschauer: 527 |

| Pl. |                     | Sp | S | OTS | OTN | N | Tore  | Punkte |
| 1.  | Estland             | 5  | 4 | 0   | 0   | 1 | 30:13 | 12     |
| 2.  | Spanien             | 5  | 4 | 0   | 0   | 1 | 25:11 | 12     |
| 3.  | Serbien             | 5  | 4 | 0   | 0   | 1 | 31:09 | 12     |
| 4.  | Belgien             | 5  | 1 | 1   | 0   | 3 | 17:31 | 05     |
| 5.  | Volksrepublik China | 5  | 1 | 0   | 1   | 3 | 16:21 | 04     |
| 6.  | Island              | 5  | 0 | 0   | 0   | 5 | 08:42 | 0      |

Abkürzungen: Pl. = Platz, Sp = Spiele, S = Siege, OTS = Siege nach Verlängerung (Overtime) oder Penaltyschießen, OTN = Niederlagen nach Verlängerung oder Penaltyschießen, N = Niederlagen

Erläuterungen: Aufsteiger in die Division IIA, Absteiger in die Division IIIA

### Auf- und Abstieg
| Absteiger in die Division IIA:  | Polen      |
| Aufsteiger in die Division IB:  | Litauen    |
| Absteiger in die Division IIB:  | Rumänien   |
| Aufsteiger in die Division IIA: | Estland    |
| Absteiger in die Division IIIA: | Island     |
| Aufsteiger in die Division IIB: | Australien |

## Division III

### Gruppe A in Sofia, Bulgarien
Das Turnier der Gruppe A wurde vom 24. bis 30. März 2014 in der bulgarischen Hauptstadt Sofia ausgetragen. Die Spiele fanden im 4.600 Zuschauer fassenden Wintersportpalast statt.
| 24. März 2014 13:00 Uhr (Ortszeit) | Neuseeland | 2:7 (0:0, 1:6, 1:1) Spielbericht | Israel | Wintersportpalast, Sofia Zuschauer: 117 |

| 24. März 2014 16:30 Uhr | Republik China (Taiwan) | 1:2 (0:0, 0:2, 1:0) Spielbericht | Australien | Wintersportpalast, Sofia Zuschauer: 157 |

| 24. März 2014 20:00 Uhr | Mexiko | 2:3 (0:1, 1:0, 1:2) Spielbericht | Bulgarien | Wintersportpalast, Sofia Zuschauer: 620 |

| 25. März 2014 13:00 Uhr | Neuseeland | 2:3 n. P. (0:1, 0:0, 2:1, 0:0, 0:1) Spielbericht | Republik China (Taiwan) | Wintersportpalast, Sofia Zuschauer: 57 |

| 25. März 2014 16:30 Uhr | Israel | 2:5 (0:1, 1:3, 1:1) Spielbericht | Mexiko | Wintersportpalast, Sofia Zuschauer: 157 |

| 25. März 2014 20:00 Uhr | Australien | 0:1 (0:0, 0:0, 0:1) Spielbericht | Bulgarien | Wintersportpalast, Sofia Zuschauer: 752 |

| 27. März 2014 13:00 Uhr | Australien | 3:2 (2:1, 0:0, 1:1) Spielbericht | Israel | Wintersportpalast, Sofia Zuschauer: 67 |

| 27. März 2014 16:30 Uhr | Neuseeland | 0:3 (0:1, 0:0, 0:2) Spielbericht | Mexiko | Wintersportpalast, Sofia Zuschauer: 87 |

| 27. März 2014 20:00 Uhr | Republik China (Taiwan) | 3:1 (0:1, 0:0, 3:0) Spielbericht | Bulgarien | Wintersportpalast, Sofia Zuschauer: 820 |

| 28. März 2014 13:00 Uhr | Mexiko | 2:3 (0:1, 1:2, 1:0) Spielbericht | Australien | Wintersportpalast, Sofia Zuschauer: 98 |

| 28. März 2014 16:30 Uhr | Israel | 7:3 (1:2, 1:0, 5:1) Spielbericht | Republik China (Taiwan) | Wintersportpalast, Sofia Zuschauer: 137 |

| 28. März 2014 20:00 Uhr | Bulgarien | 4:5 (2:2, 1:1, 1:2) Spielbericht | Neuseeland | Wintersportpalast, Sofia Zuschauer: 979 |

| 30. März 2014 13:00 Uhr | Republik China (Taiwan) | 2:1 (0:0, 0:1, 2:0) Spielbericht | Mexiko | Wintersportpalast, Sofia Zuschauer: 37 |

| 30. März 2014 16:30 Uhr | Bulgarien | 2:7 (1:3, 0:2, 1:2) Spielbericht | Israel | Wintersportpalast, Sofia Zuschauer: 872 |

| 30. März 2014 20:00 Uhr | Australien | 6:0 (3:0, 3:0, 0:0) Spielbericht | Neuseeland | Wintersportpalast, Sofia Zuschauer: 220 |

| Pl. |                         | Sp | S | OTS | OTN | N | Tore  | Punkte |
| 1.  | Australien              | 5  | 4 | 0   | 0   | 1 | 14:06 | 12     |
| 2.  | Israel                  | 5  | 3 | 0   | 0   | 2 | 25:15 | 09     |
| 3.  | Republik China (Taiwan) | 5  | 2 | 1   | 0   | 2 | 12:13 | 08     |
| 4.  | Bulgarien               | 5  | 2 | 0   | 0   | 3 | 11:17 | 06     |
| 5.  | Mexiko                  | 5  | 2 | 0   | 0   | 3 | 13:10 | 06     |
| 6.  | Neuseeland              | 5  | 1 | 0   | 1   | 3 | 09:23 | 04     |

Abkürzungen: Pl. = Platz, Sp = Spiele, S = Siege, OTS = Siege nach Verlängerung (Overtime) oder Penaltyschießen, OTN = Niederlagen nach Verlängerung oder Penaltyschießen, N = Niederlagen

Erläuterungen: Aufsteiger in die Division IIB, Absteiger in die Division IIIB

### Gruppe B in İzmit, Türkei
Das Turnier der Gruppe B wurde vom 13. bis 15. Februar 2014 im türkischen İzmit ausgetragen. Die Spiele fanden im 3.600 Zuschauer fassenden Kocaeli Büyükşehir Belediyesi Olimpik Buz Sporları Salonu statt.
| 13. Februar 2014 19:00 Uhr (Ortszeit) | Türkei | 5:2 (2:0, 0:1, 3:1) Spielbericht | Hongkong | Kocaeli B.B. Olimpik Buz Sporları Salonu, İzmit Zuschauer: 304 |

| 14. Februar 2014 15:00 Uhr | Hongkong | 3:8 (1:1, 2:3, 0:4) Spielbericht | Südafrika | Kocaeli B.B. Olimpik Buz Sporları Salonu, İzmit Zuschauer: 71 |

| 15. Februar 2014 15:00 Uhr | Südafrika | 2:1 (0:0, 0:1, 2:0) Spielbericht | Türkei | Kocaeli B.B. Olimpik Buz Sporları Salonu, İzmit Zuschauer: 314 |

| Pl. |           | Sp | S | OTS | OTN | N | Tore  | Punkte |
| 1.  | Südafrika | 2  | 2 | 0   | 0   | 0 | 10:04 | 6      |
| 2.  | Türkei    | 2  | 1 | 0   | 0   | 1 | 06:04 | 3      |
| 3.  | Hongkong  | 2  | 0 | 0   | 0   | 2 | 05:13 | 0      |

Abkürzungen: Pl. = Platz, Sp = Spiele, S = Siege, OTS = Siege nach Verlängerung (Overtime) oder Penaltyschießen, OTN = Niederlagen nach Verlängerung oder Penaltyschießen, N = Niederlagen

Erläuterungen: Aufsteiger in die Division IIIA

### Auf- und Abstieg
| Absteiger in die Division IIIA:  | Island     |
| Aufsteiger in die Division IIB:  | Australien |
| Absteiger in die Division IIIB:  | Neuseeland |
| Aufsteiger in die Division IIIA: | Südafrika  |